# Beata Stępień-Załucka
Beata Stępień-Załucka – polska prawnik, doktor habilitowany nauk społecznych.

## Życiorys
W 2007 r. ukończyła studia prawnicze na Uniwersytecie Rzeszowskim, w 2014 r. obroniła pracę doktorską pt. Sprawowanie wymiaru sprawiedliwości przez Sąd Najwyższy w Polsce, której promotorem była prof. Małgorzata Masternak-Kubiak, w 2019 r. habilitowała się na podstawie pracy zatytułowanej Sędziowski stan spoczynku. Studium konstytucyjnoprawne. Pracuje na Uniwersytecie Rzeszowskim.